# Francesco Saverio Caruana

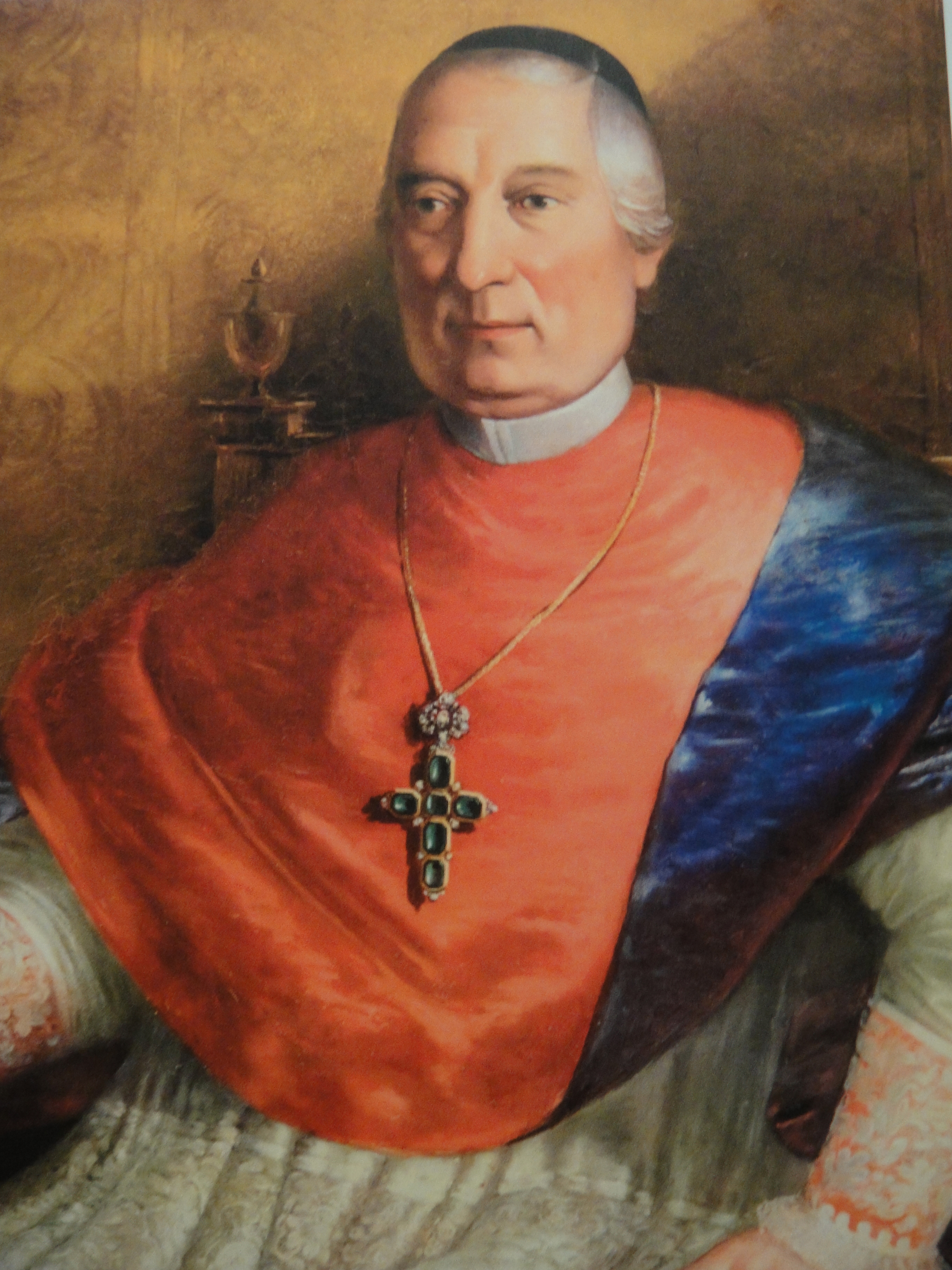
Bischof Francesco Saverio Caruana

Francesco Saverio Angelo Giovanni Caruana (* 7. Juli 1759 in Żebbuġ; † 17. November 1847 in Mdina) war ein maltesischer römisch-katholischer Geistlicher und Bischof von Malta.

## Leben und Wirken
Er war der Sohn von Giuseppe Caruana und Margerita, geborene Bonnici. Sein Vater war Baumwollhändler und beschäftigte mehrere Angestellte in seiner Weberei. Caruana studierte am Priesterseminar und empfing am 20. Dezember 1783 durch Bischof Vincenzo Labini die Priesterweihe. Danach lehrte er am Seminar und schrieb mehrere Abhandlungen sowie ein Buch über lateinische Grammatik. Er wurde 1796 zum Kanoniker des Domkapitels ernannt.
Als 1798 die Franzosen Malta einnahmen, hatte Caruana bereits das Baumwollgeschäft seines Vaters übernommen. Am 13. Juni 1798 ernannten ihn die französischen Behörden mit einem Gehalt von 1.000 Francs zum Mitglied der neuen Regierungskommission. Caruana akzeptierte die Mitgliedschaft in der Regierungskommission nur widerwillig. Als er die Franzosen nicht davon abhalten konnte, in seinen Augen ungerechte Gesetze zu erlassen, trat er aus der Kommission zurück.
Obwohl Caruana im Aufstand der Malteser gegen die französische Herrschaft eine herausragende Rolle spielte, scheint er verschiedene untereinander verfeindete Fraktionen unterstützt zu haben – den Malteserorden, Russland, das Königreich beider Sizilien und Großbritannien. Abgesehen von seinem militärischen Rang vertrat Caruana auch den Klerus im Nationalkongress. Schließlich verlor er das Ansehen der Aufständischen, deren Vertrauen in ihn schwand und die ihm einmal sogar mit dem Tod drohten. Caruana, der die meisten Briefe der maltesischen Führung nach Sizilien, Neapel und an Horatio Nelson mitunterzeichnet hatte, wurde der Feigheit vor dem Feind bezichtigt.
Caruana war maßgeblich daran beteiligt, die Briten nach Malta zu bringen. Aufgrund der Stärke der französischen Garnison waren die Generäle Thomas Graham und Henry Pigot und ihre maltesischen Verbündeten gezwungen, auf eine Blockade zurückzugreifen, und nach einer Belagerung von fast zwei Jahren zwangen der Verlust von 20.000 maltesischen Leben, Hungersnöte und Krankheiten die französische Garnison am 5. September 1800 zur Kapitulation. Die Kapitulationsdokumente wurden zwischen den Franzosen und den Verbündeten unterzeichnet, doch kein Vertreter der Malteser wurde zur Unterschrift aufgefordert.
Unter britischer Herrschaft war Caruana von 1800 bis 1822 Rektor der Universität Malta. In dieser Zeit richtete er die Lehrstühle für Kirchenrecht und Kirchengeschichte sowie die Akademien für Gestaltung, Malerei, Bildhauerei und Architektur ein. Er gab auch den Anstoß dazu, Kunststudenten zur weiteren Ausbildung nach Rom zu schicken. 1816 ernannte Gouverneur Thomas Maitland Caruana zum Mitglied der Kommission, die mit der Verwaltung der Wohltätigkeitseinrichtungen betraut war. 1822 wurde Caruana von den Briten dem Heiligen Stuhl als Dekan des Domkapitels empfohlen. Er erwartete nach dem Tod von Bischof Labini 1807 selbst Bischof zu werden, doch der Papst ernannte Ferdinando Mattei zum Weihbischof.
Sieben Jahre später, nach dem Tod von Bischof Mattei, wurde Caruana zum Kapitularvikar gewählt und leitete die Diözese bis zum Februar 1831, als er auf Drängen der britischen Regierung von Papst Gregor XVI. zum Bischof von Malta ernannt wurde. Die Bischofsweihe spendete ihm am 15. Mai 1831 Weihbischof Publio Maria Sant. Drei Jahre nach seiner Bischofsweihe erlitt Caruana einen Schlaganfall, die tatsächliche Amtsausübung geschah fortan durch seinen Sekretär und vermutlichen unehelichen Sohn, Philip Amato. Weihbischof Sant wurde im April 1847 zum Koadjutorbischof ernannt.
Francesco Saverio Caruana starb 1847 und wurde in der Kathedrale von Mdina beigesetzt.